# 비극

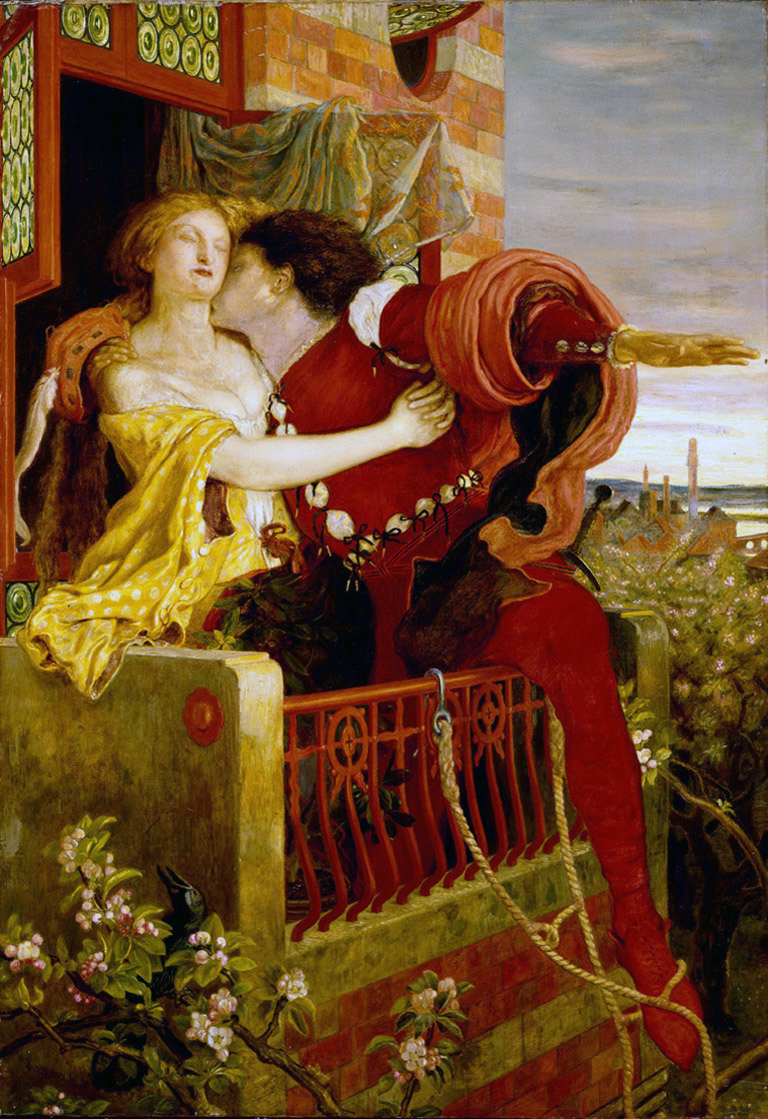

비극(悲劇, 영어: Tragedy, 고대 그리스어: τραγῳδία, tragōidia, "he-goat-song")은 인생의 슬픔과 비참함을 제재(題材)로 하고 주인공의 파멸, 패배, 죽음 따위의 불행한 결말을 갖는 극 형식을 말한다.

## 같이 보기
- 희극